# Петерс, Вильгельм
Вильгельм Карл Гартвиг Петерс (нем. Wilhelm Carl Hartwig Peters; 1815—1883) — немецкий натуралист, зоолог, анатом и первооткрыватель. Иностранный член-корреспондент Российской академии наук (1876).

## Биография
Сын пастора Петерс изучал с 1834 года медицину и естествознание сначала в университете Копенгагена, а затем в университете имени Фридриха Вильгельма в Берлине. После получения им в 1838 году учёной степени кандидата наук он совместно с Генри Мильн-Эдвардсом предпринял 18-месячную исследовательскую поездку по сопредельным государствам Средиземного моря.
После своего возвращения в Берлин он стал ассистентом Иоганна Петера Мюллера, немецкого физиолога и морского биолога. При поддержке Мюллера и Александра фон Гумбольдта он разрабатывал планы широкомасштабной исследовательской поездки в Африку. В сентябре 1842 года он отправился сначала в Анголу, в июне 1843 года прибыл в Мозамбик. Кроме этого, во время своей четырёхлетней поездки по Африке он объехал Занзибар, Коморские острова и Мадагаскар. В Южной Африке он отдыхал от приобретённого во время экспедиции заболевания. В 1847 году он вернулся, двигаясь через Индию и Египет, с большой коллекцией вновь открытых видов животных в Берлин. Опубликовал результаты своих исследований в 4-х томах под заголовком «Naturwissenschaftliche Reise nach Mossambique» (Естественнонаучная поездка в Мозамбик).
В 1847 году он стал анатомом в анатомическом институте Берлинского университета, а в 1849 году доцентом. В 1856 году он стал ассистентом директора Зоологического музея университета, Мартина Лихтенштейна, а после его смерти в 1857 году вступил в должность директора. Под его руководством коллекция значительно увеличилась (так, коллекция рептилий увеличилась с 3700 до 10 500 экземпляров) и была наряду с аналогичными в Париже и Лондоне одной из самых значительных в мире.
С 1858 года он преподавал зоологию, оказывая некоторое влияние на зоологическое исследование. Петерс, признававший заслуги Дарвина, относился к его эволюционной теории скорее нейтрально, он объединил в своих работах анатомические и зоологические исследования и опубликовывал почти 400 статей о самых различных видах животных.

## Труды
- Observationes ad anatomiam Cheloniorum, Dissertation, Berlin 1838
- Naturwissenschaftliche Reise nach Mossambique, auf Befehl seiner Majestät des Königs Friedrich Wilhelm IV. in den Jahren 1842 bis 1848 ausgeführt, Berlin 1852—1868 s.a. http://edocs.ub.uni-frankfurt.de/volltexte/2008/10222/ (недоступная+ссылка)
- Die Heidflächen Norddeutschlands, Hannover 1862
- Handbuch der Zoologie (mit Julius Victor Carus und Carl Eduard Adolph Gerstäcker), Leipzig 1863—1875